# József Tóbiás
József Tóbiás (ur. 15 lipca 1970 w Kisvárdzie) – węgierski polityk, deputowany krajowy, od 2014 do 2016 przewodniczący Węgierskiej Partii Socjalistycznej (MSZP).

## Życiorys
W wieku 18 lat podjął pracę zawodową. W 2005 ukończył zarządzanie zasobami ludzkimi na Uniwersytecie w Peczu. Później podjął studia prawnicze na jednym ze stołecznych uniwersytetów.
Od 1991 związany z socjalistyczną organizacją młodzieżową Baloldali Ifjúsági Társulás, był jej etatowym działaczem, wiceprzewodniczącym i przewodniczącym tej młodzieżówki. Przystąpił do Węgierskiej Partii Socjalistycznej. W 1998 został po raz pierwszy wybrany na posła do Zgromadzenia Narodowego. Uzyskiwał reelekcję w 2002, 2006, 2010, 2014 i 2018. Obejmował różne stanowiska w strukturach partii i jej klubu parlamentarnego. Gdy w maju 2014 do dymisji podał się lider socjalistów Attila Mesterházy, w lipcu tegoż roku József Tóbiást został wybrany na nowego przewodniczącego MSZP. W czerwcu 2016 zastąpił go Gyula Molnár. W 2019 zrezygnował z zasiadania w parlamencie, wcześniej z rodziną wyprowadził się na Wyspy Kanaryjskie.